# U-1406
U-1406 – niemiecki okręt podwodny (U-Boot) przybrzeżnego typu XVIIB z czasów drugiej wojny światowej. Jednostka była jednym z trzech wybudowanych okrętów tego typu wyposażonego w turbinę Waltera. 
Zamówienie na budowę okrętu zostało złożone w stoczni Blohm und Voss w Hamburgu 4 stycznia 1943 roku, po czym 30 października tego samego roku rozpoczęto jego budowę. U-1406 został zwodowany 2 stycznia 1945 roku, a do służby w Kriegsmarine przyjęto go 8 lutego. Do czasu kapitulacji III Rzeszy okręt nie rozpoczął jednak działań operacyjnych. Już po rozkazie zaprzestania walk przez niemieckie siły zbrojne, jeden z niebędących członkiem załogi okrętu strażników, otwierając zawory denne zatopił go w nocy z 6 na 7 maja 1945 roku (operacja Regenbogen). Okręt został jednak wydobyty, osuszony i na podstawie ustaleń Konferencji poczdamskiej został przekazany Stanom Zjednoczonym, które przeprowadziły na nim serię badań. Po 18 maja 1948 roku jednostka została pocięta na złom.